# Cseppecskevirág
A cseppecskevirág (Osteospermum ecklonis) a fészkesvirágzatúak (Asterales) rendjébe és az őszirózsafélék (Asteraceae) családjába tartozó faj.

## Előfordulása
A cseppecskevirág eredeti előfordulási területe Dél-Afrika. Manapság világszerte dísznövényként termesztik. Ausztráliában, főleg Victoria és Nyugat-Ausztrália államokban inváziós gyomnövénynek tekintik.

## Megjelenése
Évelő és lágy szárú növényfaj, amely elérheti az 1 méteres magasságot is. A nagyobb példányok tövei elfásulhatnak. A virága tipikus őszirózsaszerű; 80 milliméter átmérőjű.

## Életmódja
A homokos talajokat, valamint a sziklaoldalakat választja élőhelyül. Megporzását főleg a lepkék (Lepidoptera) végzik. A szarvasmarha (Bos taurus) számára mérgező.

## Képek

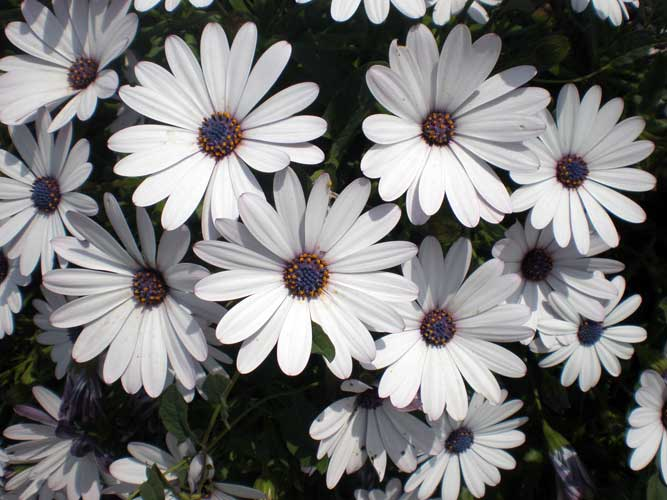
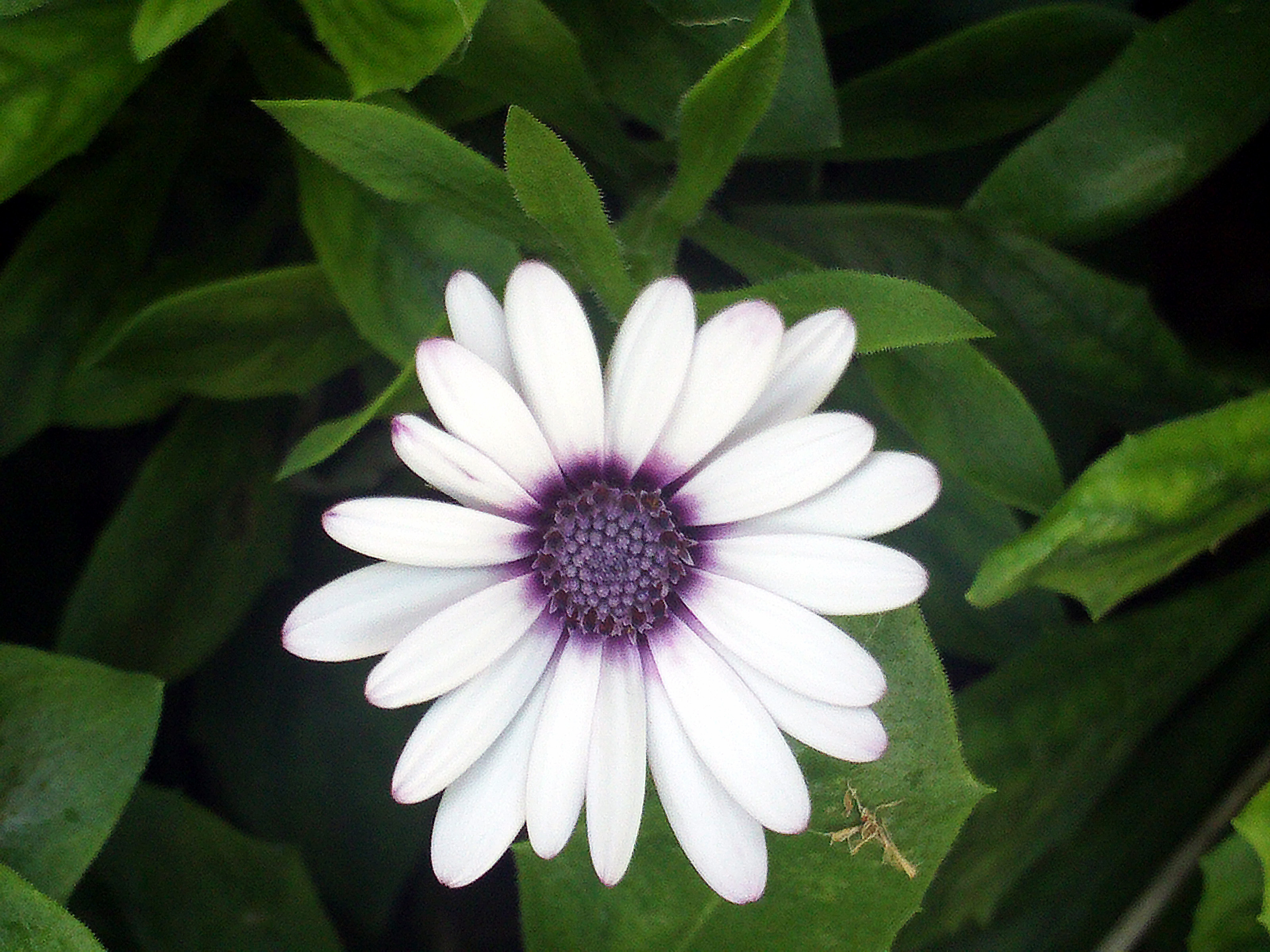
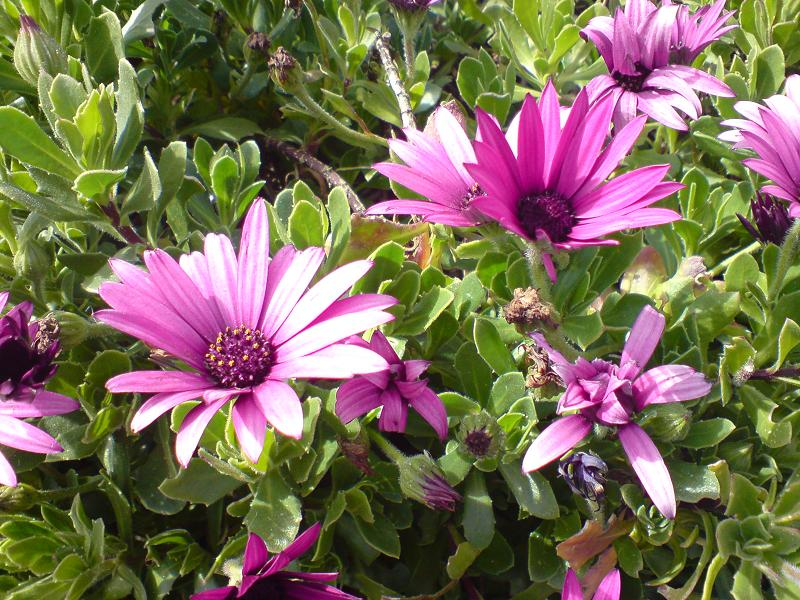
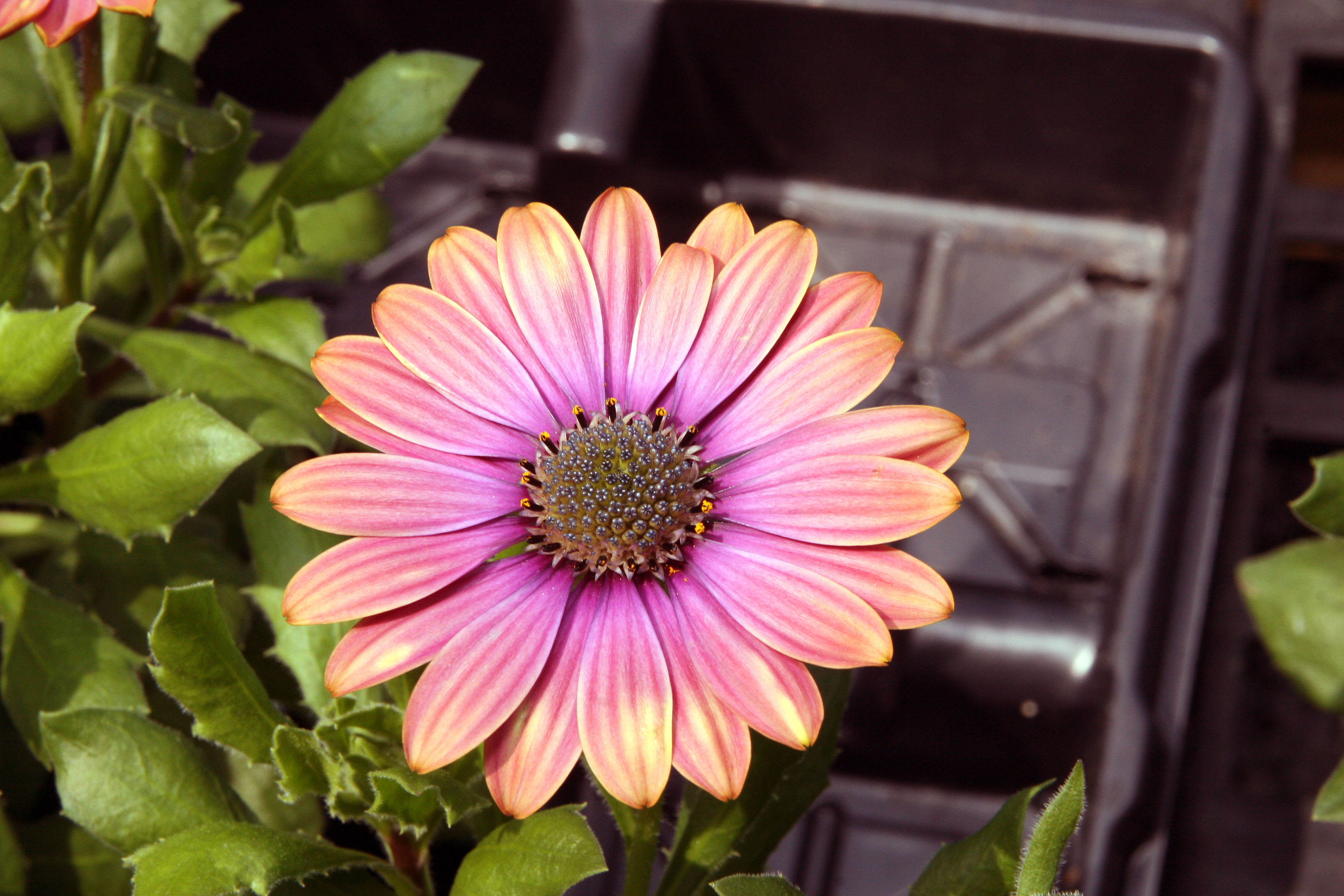
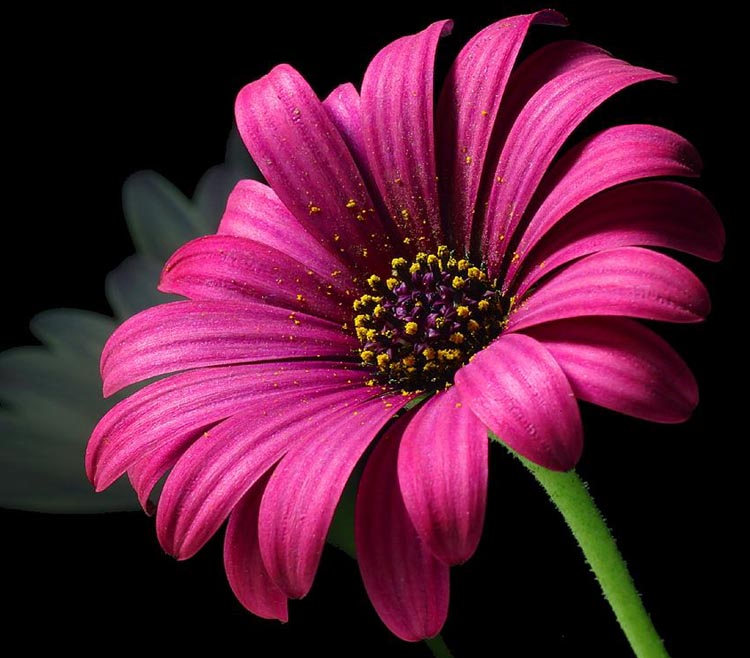

### Fordítás
- Ez a szócikk részben vagy egészben  a   Dimorphotheca ecklonis című angol Wikipédia-szócikk ezen változatának fordításán alapul.  Az eredeti cikk szerkesztőit annak laptörténete sorolja fel. Ez a jelzés csupán a megfogalmazás eredetét és a szerzői jogokat jelzi, nem szolgál a cikkben szereplő információk forrásmegjelöléseként.